# Anita Garibaldi (1821–1849)
Anita Garibaldi, född 1821, död 1849, var en brasiliansk republikansk aktivist. 
Hon var från 1842 gift med Giuseppe Garibaldi och deltog i hans kampanjer för Italiens enande 1848–1849. Deras gemensamma politiska kamp blev under samtiden och eftervärlden en symbol för revolutionär liberalism under romantikens era i både Italien och Brasilien. En gata har fått sitt namn efter henne och statyer har rests över henne. 
Hon har skildrats i litteratur och film. 